# Valverde de Campos
Valverde de Campos és un municipi de la província de Valladolid a la comunitat autònoma espanyola de Castella i Lleó.
| 1910 | 1960 | 1991 | 1996 | 2001 | 2004 |
| ---- | ---- | ---- | ---- | ---- | ---- |
| 593  | 339  | 121  | 123  | 112  | 115  |